# Bipiede

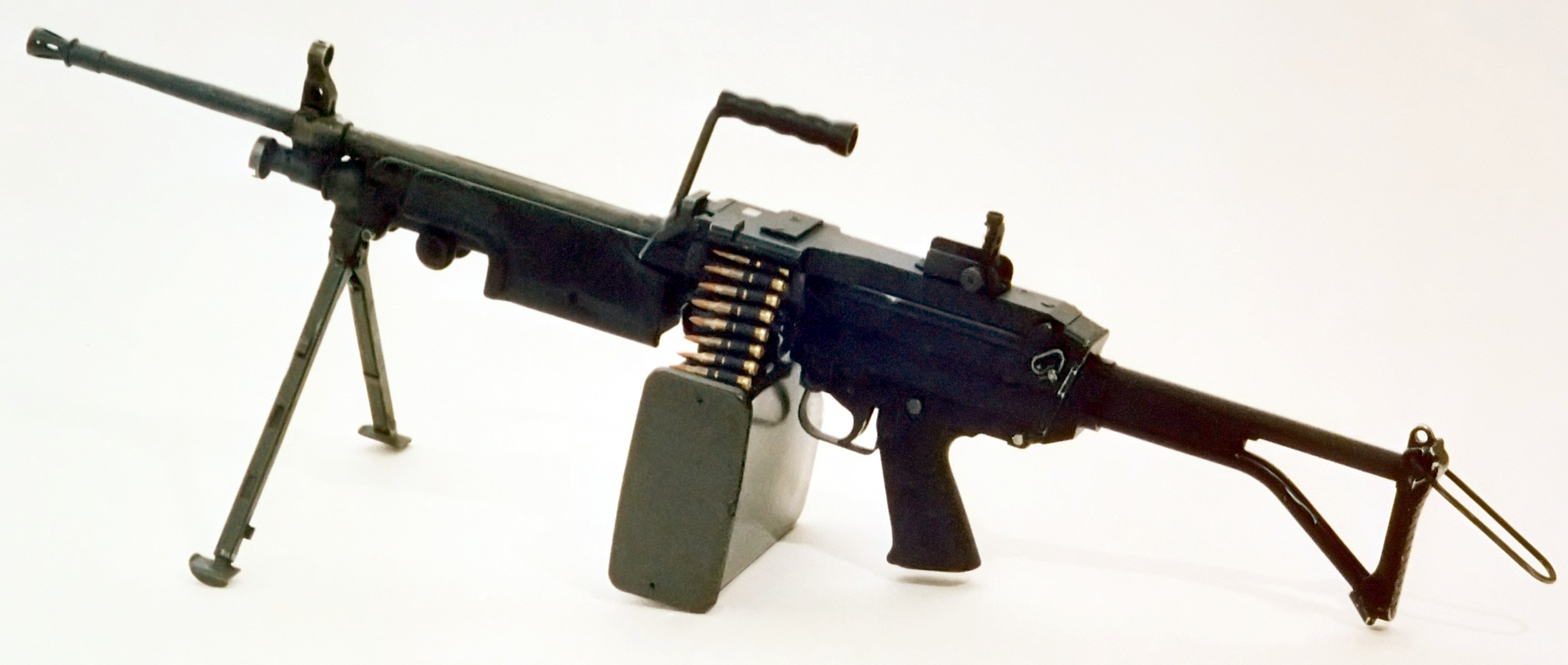
Mitragliatrice di squadra FN Minimi con il bipode esteso.

Il bipiede (o bipode) è un supporto a due braccia spesso montato sotto la canna di un'arma da fuoco.

## Storia
Inventato in Italia nel 1918 dal tenente colonnello Giuseppe Bassi, permette all'arma di essere utilizzata in ogni ambito, sia boschivo sia urbano. La prima arma ad essere stata prodotta in serie con bipiede incorporato fu la pistola mitragliatrice Villar Perosa la prima pistola-mitragliatrice mai adottata da forze armate.

## Utilizzo
È adoperato sia da fucili (soprattutto di precisione) sia da mitragliatrici e sia da fucili mitragliatori per fornire al soldato che utilizza l'arma una migliore stabilità e precisione del tiro. Il supporto consente di appoggiare l'arma direttamente sul terreno o su altre superfici, quali muri o rialzi.